# 棕背䶄
棕背䶄（学名：Clethrionomys rufocanus）为仓鼠科䶄属的动物。在中国大陆，分布于黑龙江、内蒙古、河北、山西、新疆、吉林等地，一般生活于针叶林、针阔混交林。该物种的模式产地在瑞典。

## 亚种
- 棕背䶄长白山亚种（学名：Clethrionomys rufocanus changbaishanensis），Jiang et Ma于1993年命名。在中国大陆，分布于吉林（长白山及其附近）等地。该物种的模式产地在吉林安图县。[2]
- 棕背䶄西伯利亚亚种（学名：Clethrionomys rufocanus irkutensis），Ogrev于1924年命名。在中国大陆，分布于黑龙江、新疆、内蒙古等地。该物种的模式产地在西伯利亚伊尔库茨克。[3]
- 棕背䶄山西亚种（学名：Clethrionomys rufocanus shanseius），Thomas于1908年命名。在中国大陆，分布于山西（西北部）、河北（北部）、内蒙古（南部）等地。该物种的模式产地在山西太原。[4]